# Caborca
Caborca este un municipiu în statul Sonora, Mexic.
1. ↑  Institutul național de statistică, geografie și informatică
2. ↑  Institutul național de statistică, geografie și informatică
3. ↑   https://micodigopostal.org/sonora/caborca/ Lipsește sau este vid: |title= (ajutor)
4. ↑   http://www.snim.rami.gob.mx/ Lipsește sau este vid: |title= (ajutor)